# Episodi di Dixon of Dock Green (settima stagione)
La settima stagione della serie televisiva Dixon of Dock Green è andata in onda nel Regno Unito dal 1º ottobre 1960 al 22 aprile 1961 su BBC One.
| nº | Titolo originale                   | Prima TV Uk      |
| -- | ---------------------------------- | ---------------- |
| 1  | All Cats Are Grey                  | 1º ottobre 1960  |
| 2  | The Big Red Rug                    | 8 ottobre 1960   |
| 3  | The Hot Seat                       | 15 ottobre 1960  |
| 4  | The Vanishing Bummaree             | 22 ottobre 1960  |
| 5  | A Grain of Rice                    | 29 ottobre 1960  |
| 6  | Jennie Wren                        | 5 novembre 1960  |
| 7  | Obsession                          | 12 novembre 1960 |
| 8  | A Fall from the Tightrope          | 19 novembre 1960 |
| 9  | Duffy Takes a Walk                 | 26 novembre 1960 |
| 10 | Duffy Goes to War                  | 3 dicembre 1960  |
| 11 | The Mystery of the Wandering Voice | 10 dicembre 1960 |
| 12 | The Night of the Accident          | 17 dicembre 1960 |
| 13 | Christmas Eve at the Nick          | 24 dicembre 1960 |
| 14 | A Spot of Overtime                 | 31 dicembre 1960 |
| 15 | T-E-A Spells Trouble               | 7 gennaio 1961   |
| 16 | The Burn-Up                        | 14 gennaio 1961  |
| 17 | The Drummers                       | 21 gennaio 1961  |
| 18 | The Red Herring                    | 28 gennaio 1961  |
| 19 | The Traffic of a Night             | 4 febbraio 1961  |
| 20 | Laudie Takes the Strain            | 11 febbraio 1961 |
| 21 | River Beat                         | 18 febbraio 1961 |
| 22 | The Woman in the Case              | 25 febbraio 1961 |
| 23 | Duffy Strikes It Rich              | 4 marzo 1961     |
| 24 | The Persistent Widow               | 11 marzo 1961    |
| 25 | Want a Persian Rug, Lady?          | 18 marzo 1961    |
| 26 | The Glass of Fury                  | 25 marzo 1961    |
| 27 | Storm in a Coffee Bar              | 1º aprile 1961   |
| 28 | A Kiss for the Constable           | 8 aprile 1961    |
| 29 | One Pound Note                     | 15 aprile 1961   |
| 30 | Mr. Rainbow                        | 22 aprile 1961   |

## All Cats Are Grey
- Prima televisiva: 1º ottobre 1960

### Trama
- Interpreti: Geoffrey Adams (agente Lauderdale), Carole Allen (Myra Dunn), Cass Allen (Myra Dunn), Graham Ashley (detective Con. Tommy Hughes), Coral Atkins (Meg Watkins), Peter Byrne (detective Sgt. Andy Crawford), David Grahame (Alf Davies), Jeanette Hutchinson (Mary Crawford), Mary Kenton (Mrs. Dunn), Barbara Keogh (Evie), Charles Leno (Sid Parker), Moira Mannion (sergente Grace Millard), Arthur Rigby (sergente Flint), Joanna Rigby (Julie Pattinson), Jack Warner (agente George Dixon), Rita Webb (Marge Davies), David Webster (Cadet Jamie MacPherson)

## The Big Red Rug
- Prima televisiva: 8 ottobre 1960

### Trama
- Interpreti: Geoffrey Adams (agente Lauderdale), Graham Ashley (detective Con. Tommy Hughes), Nan Braunton (Miss Rose), Peter Byrne (detective Sgt. Andy Crawford), Glyn Dearman (Mick Taylor), Jeanette Hutchinson (Mary Crawford), Jack Lambert (dottor Shane), Moira Mannion (sergente Grace Millard), Ronald Mayer (Mr. Pitt), Robert Raglan (sovrintendente), Arthur Rigby (sergente Flint), Joanna Rigby (Julie Pattinson), Mark Shurland (Joel Boardman), Jack Warner (agente George Dixon), David Webster (Cadet Jamie MacPherson)

## The Hot Seat
- Prima televisiva: 15 ottobre 1960

### Trama
- Interpreti: Jack Warner (P.C. George Dixon), Peter Byrne (detective Sgt. Andy Crawford), Jeanette Hutchinson (Mary Crawford), Moira Mannion (sergente Grace Millard), Kenneth J. Warren (Ames), Patricia Salonika (Joyce), Graham Ashley (detective Con. Tommy Hughes), Geoffrey Adams (P.C. Lauderdale), David Webster (Cadet Jamie MacPherson), Arthur Rigby (sergente Flint), William Mervyn (Bruce Treadgold), Richard Statman (Henri), Peter Elliott (Cordeau), Elizabeth Broom (Cloakroom Attendant), Joseph Levine (First Gendarme), Henry Rayner (Second Gendarme)

## The Vanishing Bummaree
- Prima televisiva: 22 ottobre 1960

### Trama
- Interpreti: Geoffrey Adams (agente Lauderdale), Graham Ashley (detective Con. Tommy Hughes), Peter Byrne (detective Sgt. Andy Crawford), John Clayton (Mr. Williams), Jeanette Hutchinson (Mary Crawford), Michael Logan (Mr. Harris), Moira Mannion (sergente Grace Millard), Norman Mitchell (Joe Brunt), Ken Parry (Tubby Tidmarsh), Arthur Rigby (sergente Flint), William Thornley (O'Leary), Carol Ward (Kathie Brunt), Jack Warner (agente George Dixon), David Webster (Cadet Jamie MacPherson)

## A Grain of Rice
- Prima televisiva: 29 ottobre 1960

### Trama
- Interpreti: Geoffrey Adams (agente Lauderdale), Graham Ashley (detective Con. Tommy Hughes), Peter Byrne (detective Sgt. Andy Crawford), Jeanette Hutchinson (Mary Crawford), Moira Mannion (sergente Grace Millard), Mary Merrall (Miss Emily Peto), Joan Newell (Mrs. Duke), Simon Prebble (Tony Duke), Arthur Rigby (sergente Flint), Meg Ritchie (Evie Duke), Jack Warner (agente George Dixon), David Webster (Cadet Jamie MacPherson)

## Jennie Wren
- Prima televisiva: 5 novembre 1960

### Trama
- Interpreti: Geoffrey Adams (agente Lauderdale), Graham Ashley (detective Con. Tommy Hughes), Clive Colin Bowler (Ian), Peter Byrne (detective Sgt. Andy Crawford), Hilda Fenemore (Jennie Wren), Jeanette Hutchinson (Mary Crawford), Moira Mannion (sergente Grace Millard), Arthur Rigby (sergente Flint), Kevin Stoney (Tom), Jill Thompson (Sandra), Jack Warner (agente George Dixon), David Webster (Cadet Jamie MacPherson)

## Obsession
- Prima televisiva: 12 novembre 1960

### Trama
- Interpreti: Geoffrey Adams (agente Lauderdale), Graham Ashley (detective Con. Tommy Hughes), Peter Byrne (detective Sgt. Andy Crawford), Richard Dean (Terry Black), Hilda Fenemore (Jennie Wren), Jeanette Hutchinson (Mary Crawford), Moira Mannion (sergente Grace Millard), Sydney Moncton (David Prendergast), April Olrich (Paula Baines), Katharine Page (Mrs. Preedy), Leslie Perrins (Albert Preedy), Arthur Rigby (sergente Flint), Jack Warner (agente George Dixon), David Webster (Cadet Jamie MacPherson)

## A Fall from the Tightrope
- Prima televisiva: 19 novembre 1960

### Trama
- Interpreti: Geoffrey Adams (agente Lauderdale), Graham Ashley (detective Con. Tommy Hughes), Freda Bamford (Mrs. Hodge), Mary Butler (Maisie Rawlinson), Peter Byrne (detective Sgt. Andy Crawford), Betty Cardno (Matron McKerchar), Dorothy Casey (Nancy Murphy), Edward Evans (Mr. Rawlinson), Hilda Fenemore (Jennie Wren), Joan Haythorne (Mrs. Brownlow), Jeanette Hutchinson (Mary Crawford), Moira Mannion (sergente Grace Millard), Tracy Reed (Jackie Brownlow), Arthur Rigby (sergente Flint), John Scott (Mr. Brownlow), Linda Searle (Ruby Hodge), Jack Warner (agente George Dixon), David Webster (Cadet Jamie MacPherson)

## Duffy Takes a Walk
- Prima televisiva: 26 novembre 1960

### Trama
- Interpreti: Geoffrey Adams (agente Lauderdale), Graham Ashley (detective Con. Tommy Hughes), Peter Byrne (detective Sgt. Andy Crawford), Betty Cardno (Matron McKerchar), Brian Drew (Mr. Moore), Tommy Duggan (Billo Burke), Hilda Fenemore (Jennie Wren), Violet Gould (Boxie), Jeanette Hutchinson (Mary Crawford), Moira Mannion (sergente Grace Millard), Veronica Page (Winnie), Jocelyn Rhodes (agente Kay Shaw), Arthur Rigby (sergente Flint), Harold Scott (Duffy Clayton), Cara Stevens (infermiera), Jack Warner (agente George Dixon), David Webster (Cadet Jamie MacPherson), Nicholas Donnelly (poliziotto), Michael Lomax (poliziotto)

## Duffy Goes to War
- Prima televisiva: 3 dicembre 1960

### Trama
- Interpreti: Geoffrey Adams (agente Lauderdale), Sydney Arnold (The Major), Graham Ashley (detective Con. Tommy Hughes), Peter Byrne (detective Sgt. Andy Crawford), Dorothy Casey (Nancy Murphy), Tommy Duggan (Billo Burke), Hilda Fenemore (Jennie Wren), Violet Gould (Boxie), Rhoda Greene (Nell), Moira Mannion (sergente Grace Millard), Jocelyn Rhodes (agente Kay Shaw), Arthur Rigby (sergente Flint), Harold Scott (Duffy Clayton), Derek Ware (Tommy), Jack Warner (agente George Dixon), David Webster (Cadet Jamie MacPherson), Nicholas Donnelly (poliziotto), Michael Lomax (poliziotto)

## The Mystery of the Wandering Voice
- Prima televisiva: 10 dicembre 1960

### Trama
- Interpreti: Geoffrey Adams (agente Lauderdale), Graham Ashley (detective Con. Tommy Hughes), Peter Byrne (detective Sgt. Andy Crawford), Barbara Everest (Mrs. Foley), Hilda Fenemore (Jennie Wren), Jane Grahame (Mrs. Pascoe), Jill Hyem (Peggy Smith), Moira Mannion (sergente Grace Millard), Jocelyn Rhodes (agente Kay Shaw), Arthur Rigby (sergente Flint), William Sherwood (Mr. Giles), Richard Vernon (Mr. Pascoe), Tony Wager (Dave), Jack Warner (agente George Dixon), David Webster (Cadet Jamie MacPherson), Margery Withers (Miss Drew)

## The Night of the Accident
- Prima televisiva: 17 dicembre 1960

### Trama
- Interpreti: Geoffrey Adams (agente Lauderdale), Graham Ashley (detective Con. Tommy Hughes), Richard Burrell (dottor Glenn), Peter Byrne (detective Sgt. Andy Crawford), Robert Cawdron (detective Insp. Cherry), Leon Cortez (Hugh Lambe), Jeanette Hutchinson (Mary Crawford), Ian Keill (Snowey White), Moira Mannion (sergente Grace Millard), Jocelyn Rhodes (agente Kay Shaw), Arthur Rigby (sergente Flint), Harold Scott (Duffy Clayton), Jack Warner (agente George Dixon), David Webster (Cadet Jamie MacPherson)

## Christmas Eve at the Nick
- Prima televisiva: 24 dicembre 1960

### Trama
- Interpreti: Geoffrey Adams (agente Lauderdale), Graham Ashley (detective Con. Tommy Hughes), Hilda Barry (Mrs. Poulton), Owen Berry (Mr. Poulton), Peter Byrne (detective Sgt. Andy Crawford), Betty Cardno (Matron McKerchar), Dorothy Casey (Nancy Murphy), Robert Cawdron (detective Insp. Cherry), Kenneth Cope (Ron Sharp), Brian Dent (Mr. Renton), Hilda Fenemore (Jennie Wren), Jeanette Hutchinson (Mary Crawford), Gwen Lewis (Old Lady), Kristin Magnus (Foreign Girl), Moira Mannion (sergente Grace Millard), Mollie Maureen (Mrs. Jenkins), Roger May (Johnnie Dalton), Ronald Mayer (Mr. Scrutton), Robert Raglan (sovrintendente), Jocelyn Rhodes (agente Kay Shaw), Arthur Rigby (sergente Flint), Jack Warner (agente George Dixon), David Webster (Cadet Jamie MacPherson), Robert Weeden (Harry Bulgin), Eva Whishaw (Foreign Girl), Geoffrey Wincott (Mr. Harding)

## A Spot of Overtime
- Prima televisiva: 31 dicembre 1960

### Trama
- Interpreti: Geoffrey Adams (agente Lauderdale), Graham Ashley (detective Con. Tommy Hughes), Ballard Berkeley (Mr. Briggs), John Breslin (Harry Briggs), Peter Byrne (detective Sgt. Andy Crawford), Hilda Fenemore (Jennie Wren), Arthur Goullet (Little Bert), Mary Kerridge (Mrs. Briggs), Kenneth Kove (Mr. Perks), Roderick Lovell (Mr. Forbes), Moira Mannion (sergente Grace Millard), Roy Patrick (Big Bert), Jocelyn Rhodes (agente Kay Shaw), Arthur Rigby (sergente Flint), Jack Warner (agente George Dixon), David Webster (Cadet Jamie MacPherson)

## T-E-A Spells Trouble
- Prima televisiva: 7 gennaio 1961

### Trama
- Interpreti: Geoffrey Adams (agente Lauderdale), Brian Alexis (Vic Smith), Graham Ashley (detective Con. Tommy Hughes), Michael Barnes (Benny Nelson), Peter Byrne (detective Sgt. Andy Crawford), Michael Caridia (Stan Reed), Robert Cawdron (detective Insp. Cherry), Andrew Faulds (Jock MacPherson), Hilda Fenemore (Jennie Wren), Moira Mannion (sergente Grace Millard), Edward Palmer (Bertie Slack), Jocelyn Rhodes (agente Kay Shaw), Arthur Rigby (sergente Flint), Alan Rolfe (dottor Hargreaves), Cara Stevens (infermiera), Jack Warner (agente George Dixon), David Webster (Cadet Jamie MacPherson)

## The Burn-Up
- Prima televisiva: 14 gennaio 1961

### Trama
- Interpreti: Geoffrey Adams (agente Lauderdale), Graham Ashley (detective Con. Tommy Hughes), Harold Berens (Sid Jacobs), Peter Byrne (detective Sgt. Andy Crawford), Patrick Connor (Lorry Driver), Jess Conrad (Mike Jarrod), Hilda Fenemore (Jennie Wren), Melvyn Hayes (Dave 'Cha-Cha' Charlton), Lorna Henderson (Alma), Moira Mannion (sergente Grace Millard), Jocelyn Rhodes (agente Kay Shaw), Arthur Rigby (sergente Flint), Ivan Samson (medico legale), Valerie Stilwell (Doreen Burke), Jill Tracey (Jean), Jack Warner (agente George Dixon), David Webster (Cadet Jamie MacPherson)

## The Drummers
- Prima televisiva: 21 gennaio 1961

### Trama
- Interpreti: Geoffrey Adams (agente Lauderdale), Graham Ashley (detective Con. Tommy Hughes), Peter Byrne (detective Sgt. Andy Crawford), John Caesar (Alf), Hilda Fenemore (Jennie Wren), Hazel Hughes (Aggie Loveday), Charles Lamb (Sam Loveday), Charles Lloyd Pack (Ben Waterfield), Moira Mannion (sergente Grace Millard), Stanley Meadows (Mr. McKinley), Jocelyn Rhodes (agente Kay Shaw), Arthur Rigby (sergente Flint), Jack Warner (agente George Dixon), David Webster (Cadet Jamie MacPherson), Muriel Zillah (Rene)

## The Red Herring
- Prima televisiva: 28 gennaio 1961

### Trama
- Interpreti: Geoffrey Adams (agente Lauderdale), Graham Ashley (detective Con. Tommy Hughes), Peter Byrne (detective Sgt. Andy Crawford), John Dearth (Bert Benton), Aimée Delamain (Mrs. Lane), Hilda Fenemore (Jennie Wren), Moira Mannion (sergente Grace Millard), Marion Mathie (Bertha Benton), John Norman (Jimmy Fulgrove), Lloyd Pearson (Mr. Marsden), Jocelyn Rhodes (agente Kay Shaw), Arthur Rigby (sergente Flint), Jack Warner (agente George Dixon), David Webster (Cadet Jamie MacPherson)

## The Traffic of a Night
- Prima televisiva: 4 febbraio 1961

### Trama
- Interpreti: Geoffrey Adams (agente Lauderdale), Graham Ashley (detective Con. Tommy Hughes), Peter Byrne (detective Sgt. Andy Crawford), Dennis Castle (agente Swanson), Hilda Fenemore (Jennie Wren), Gretchen Franklin (Mrs. Bright), Judy Geeson (Dawn Pearce), Edward Malin (Christie), Moira Mannion (sergente Grace Millard), Jane Masters (Sandra), Jocelyn Rhodes (agente Kay Shaw), Arthur Rigby (sergente Flint), David Robinson (Ronnie Pearce), Martin Starkie (Joe Scott), Jack Warner (agente George Dixon), David Webster (Cadet Jamie MacPherson)

## Laudie Takes the Strain
- Prima televisiva: 11 febbraio 1961

### Trama
- Interpreti: Geoffrey Adams (agente Lauderdale), Graham Ashley (detective Con. Tommy Hughes), Peter Byrne (detective Sgt. Andy Crawford), Eric Dodson (Mr. Sutton), Hilda Fenemore (Jennie Wren), Terence Knapp (Chubby Wells), Moira Mannion (sergente Grace Millard), Norman Pierce (Mr. J.J. Butterfield), Jocelyn Rhodes (agente Kay Shaw), Arthur Rigby (sergente Flint), Jack Warner (agente George Dixon), David Webster (Cadet Jamie MacPherson)

## River Beat
- Prima televisiva: 18 febbraio 1961

### Trama
- Interpreti: Geoffrey Adams (agente Lauderdale), Graham Ashley (detective Con. Tommy Hughes), John Baker (sergente Ross), Hamlyn Benson (Poppa Arkhilles), Peter Byrne (detective Sgt. Andy Crawford), Alexis Chesnakov (capitano Rostov), Carole Ann Ford (Helen Layton), Harry Hutchinson (Ned Cooney), Moira Mannion (sergente Grace Millard), Margo McLennan (Paddy Cooney), Bernadette Milnes (Hilda Cooney), Mellan Mitchell (2nd Seaman), Walter Randall (1st Seaman), Jocelyn Rhodes (agente Kay Shaw), Arthur Rigby (sergente Flint), Jack Warner (agente George Dixon), David Webster (Cadet Jamie MacPherson), Anthony Woodruff (Chief Supt. Collins), Peter Zander (Stefan Koragin)

## The Woman in the Case
- Prima televisiva: 25 febbraio 1961

### Trama
- Interpreti: Geoffrey Adams (agente Lauderdale), Graham Ashley (detective Con. Tommy Hughes), Michael Balfour (Pip Rutley), Roy Barnet (Willy Nolan), Peter Byrne (detective Sgt. Andy Crawford), Betty Cardno (Matron McKerchar), Hilda Fenemore (Jennie Wren), Diana Hope (Sheelah Grayson), Adrina Huggard (Marie), Jeanette Hutchinson (Mary Crawford), William Ingram (Jimmy Kirbridge), Moira Mannion (sergente Grace Millard), Brian McDermott (Pete O'Connor), Jocelyn Rhodes (agente Kay Shaw), Arthur Rigby (sergente Flint), Alan Stevens (Alec), Jack Warner (agente George Dixon), David Webster (Cadet Jamie MacPherson)

## Duffy Strikes It Rich
- Prima televisiva: 4 marzo 1961

### Trama
- Interpreti: Geoffrey Adams (agente Lauderdale), Graham Ashley (detective Con. Tommy Hughes), Peter Byrne (detective Sgt. Andy Crawford), Hilda Fenemore (Jennie Wren), Jeanette Hutchinson (Mary Crawford), Moira Mannion (sergente Grace Millard), Anthony Newlands (Don Croft), Jocelyn Rhodes (agente Kay Shaw), Arthur Rigby (sergente Flint), Harold Scott (Duffy Clayton), Joy Stewart (Irene Croft), Jack Warner (agente George Dixon), David Webster (Cadet Jamie MacPherson), Joan Young (Mrs. Donnelly)

## The Persistent Widow
- Prima televisiva: 11 marzo 1961

### Trama
- Interpreti: Geoffrey Adams (agente Lauderdale), Graham Ashley (detective Con. Tommy Hughes), Peter Byrne (detective Sgt. Andy Crawford), Hilda Fenemore (Jennie Wren), Jeanette Hutchinson (Mary Crawford), Moira Mannion (sergente Grace Millard), Anthony Newlands (Don Croft), Jocelyn Rhodes (agente Kay Shaw), Arthur Rigby (sergente Flint), Harold Scott (Duffy Clayton), Joy Stewart (Irene Croft), Jack Warner (agente George Dixon), David Webster (Cadet Jamie MacPherson), Joan Young (Mrs. Donnelly)

## Want a Persian Rug, Lady?
- Prima televisiva: 18 marzo 1961

### Trama
- Interpreti: Geoffrey Adams (agente Lauderdale), Graham Ashley (detective Con. Tommy Hughes), Peter Byrne (detective Sgt. Andy Crawford), Charles Carson (Mr. Patridge), Paul Elliott (Alf), June Ellis (Mrs. Ames), Hilda Fenemore (Jennie Wren), Susan Lyall Grant (Mrs. Price), Raymond Hodge (Slogger Chappell), Jeanette Hutchinson (Mary Crawford), Joan Ismay (Myra Ames), Moira Mannion (sergente Grace Millard), Jack Melford (Culley), Jocelyn Rhodes (agente Kay Shaw), Arthur Rigby (sergente Flint), Frank Sieman (Bert), Gordon Waine (Reed), Jack Warner (agente George Dixon), David Webster (Cadet Jamie MacPherson)

## The Glass of Fury
- Prima televisiva: 25 marzo 1961

### Trama
- Interpreti: Geoffrey Adams (agente Lauderdale), Jack Allen (Charles Wigram), Graham Ashley (detective Con. Tommy Hughes), George Betton (Will Bingham), Madge Brindley (Gertie Griffin), Richard Burrell (dottor Glenn), Peter Byrne (detective Sgt. Andy Crawford), Dorothy Casey (Nancy Murphy), Hilda Fenemore (Jennie Wren), Barbara Keogh (Mollie), Moira Mannion (sergente Grace Millard), Wensley Pithey (Paul Wigram), Jocelyn Rhodes (agente Kay Shaw), Arthur Rigby (sergente Flint), Jack Warner (agente George Dixon), David Webster (Cadet Jamie MacPherson)

## Storm in a Coffee Bar
- Prima televisiva: 1º aprile 1961

### Trama
- Interpreti: Geoffrey Adams (agente Lauderdale), Graham Ashley (detective Con. Tommy Hughes), Peter Byrne (detective Sgt. Andy Crawford), Maureen Davis (Janet Bruce), Hilda Fenemore (Jennie Wren), Thomas Gallagher (Matteo), Tony Garnett (Tom Bright), Malcolm Hayes (Sam Barton), Jeanette Hutchinson (Mary Crawford), Miki Iveria (Rosa), Moira Mannion (sergente Grace Millard), Jocelyn Rhodes (agente Kay Shaw), Arthur Rigby (sergente Flint), John Slavid (Briggs), Jack Warner (agente George Dixon), David Webster (Cadet Jamie MacPherson)

## A Kiss for the Constable
- Prima televisiva: 8 aprile 1961

### Trama
- Interpreti: Geoffrey Adams (agente Lauderdale), Graham Ashley (detective Con. Tommy Hughes), Olwen Brookes (Mrs. Ross), Peter Byrne (detective Sgt. Andy Crawford), Tom Clegg (Bernie), Barrie Cookson (Monty Marsh), Hilda Fenemore (Jennie Wren), Doris Hare (Mrs. Small), Jeanette Hutchinson (Mary Crawford), Peter Madden (Paul Tracey), Moira Mannion (sergente Grace Millard), Lynn Marsh (Ann), Anita Prynne (Di), Jocelyn Rhodes (agente Kay Shaw), Arthur Rigby (sergente Flint), Patricia Roc (Brenda), Jack Warner (agente George Dixon), David Webster (Cadet Jamie MacPherson)

## One Pound Note
- Prima televisiva: 15 aprile 1961

### Trama
- Interpreti: Geoffrey Adams (agente Lauderdale), Graham Ashley (detective Con. Tommy Hughes), Peter Byrne (detective Sgt. Andy Crawford), Robert Cawdron (detective Insp. Cherry), Betty England (Mrs. Cross), Gillian Ferguson (Ida Cross), Jeanette Hutchinson (Mary Crawford), Moira Mannion (sergente Grace Millard), David Phethean (agente Nightingale), Robert Raglan (sovrintendente), Jocelyn Rhodes (agente Kay Shaw), Arthur Rigby (sergente Flint), Leon Shepperdson (agente Bush), Jack Stewart (agente Whinn), Jack Warner (agente George Dixon), David Webster (Cadet Jamie MacPherson), Nicholas Donnelly (poliziotto)

## Mr. Rainbow
- Prima televisiva: 22 aprile 1961

### Trama
- Interpreti: Geoffrey Adams (agente Lauderdale), Graham Ashley (detective Con. Tommy Hughes), Ann Bassett (Janice), Peter Byrne (detective Sgt. Andy Crawford), Betty Cardno (Matron McKerchar), Dorothy Casey (Nancy Murphy), Robert Cawdron (detective Insp. Cherry), Paul Farrell (Amos Rainbow), Hilda Fenemore (Jennie Wren), Marjorie Forsyth (Lucy Halligan), Jeanette Hutchinson (Mary Crawford), Bernard Kay (Rev. Brian Soper), David Lyn (Godfather), Moira Mannion (sergente Grace Millard), Ann Murray (Godmother), David Phethean (agente Nightingale), Jocelyn Rhodes (agente Kay Shaw), Arthur Rigby (sergente Flint), Harold Scott (Duffy Clayton), Jack Warner (agente George Dixon), David Webster (Cadet Jamie MacPherson)